# Université de Jacksonville
Ne doit pas être confondu avec Université d'État de Jacksonville.
L'université de Jacksonville (en anglais : Jacksonville University, en abrégé JU) est une université privée américaine située à Jacksonville en Floride. Fondée en 1934, son campus est contigu au centre-ville de Jacksonville.

## Sports
L'institution est représentée dans les sports universitaires par les Dolphins de Jacksonville.